# Stobiec (województwo świętokrzyskie)
Stobiec – wieś sołecka w Polsce położona w województwie świętokrzyskim, w powiecie opatowskim, w gminie Iwaniska.
W latach 1975–1998 miejscowość położona była w województwie tarnobrzeskim.

## Części wsi
| SIMC    | Nazwa           | Rodzaj             |
| ------- | --------------- | ------------------ |
| 0794164 | Kopanina        | przysiółek         |
| 0794170 | Poręba          | przysiółek         |
| 0794187 | Stobiec-Kolonie | kolonia            |
| 0794141 | Stobiec-Wieś    | część miejscowości |
| 0794158 | Zagościniec     | część miejscowości |

## Historia
W wieku XIX, Stobiec stanowił wieś z folwarkiem w powiecie opatowskim, gminie Baćkowice, parafii Modliborzyce, odległy od Opatowa 14 wiorst. Wieś posiadała w roku 1884 29 domów 245 mieszkańców folwark natomiast 4 domy 60 mieszkańców.

Według spisu miast, wsi, osad Królestwa Polskiego z 1827 r. domów było we wsi 25, zaś mieszkańców 224.

W 1884 r. folwark Stobiec posiadał rozległość mórg 792 w tym: gruntów ornych i ogrodów mórg 287, łąk mórg 62, pastwisk mórg 2, lasu mórg 424, nieużytki mórg 17. Budynków murowanych było 2, drewnianych 9. Stosowano płodozmian 10. polowy. O lesie wiadomo że był las nieurządzony, w okolicy pokłady kamienia wapiennego. Wieś Stobiec liczyła osad 26 z ziemią mórg 226.
W połowie XV wieku wieś Stobiec występuje również w parafii Modliborzyce, według opisu Długosza były to dobra  Miłkowskiego herbu Habdank, miała łany kmiece, karczmy, zagrodników, folwark szlachecki, z których dziesięcinę snopową i konopną płacono plebanowi w Modliborzycach (Długosz L.B. t.II, s. 329, 330). W 1578 r. z części Broniowskich dzierżawca nazwiskiem Wężyk płaci od 4 osadników, 1 łana, 4 ogrodników z rolą, 1 komornika ubogiego, zaś Jan Stobiecki od 7 osadników, 2 łanów, 4 ogrodników z rolą i 5 ogrodników bez roli: (Pawiński, Małopolska, s.186)(Opisu dostarczył Bronisław ChlebowskiStobiec, [w:] Słownik geograficzny Królestwa Polskiego, t. XI: Sochaczew – Szlubowska Wola, Warszawa 1890, s. 345.).

## Słynni mieszkańcy
Stefan Bednarski – żołnierz Batalionów Chłopskich, schwytany przez Niemców. Po udanej ucieczce jego rodzina (matka Maria Bednarska wraz z mężem, córką i drugim synem) została w akcie zemsty spalona żywcem w swoim domu 26 lipca 1943.